# 長崎市立脇岬小学校
長崎市立脇岬小学校（ながさきしりつ わきみさきしょうがっこう, Nagasaki City Wakimisaki Elementary School）は、かつて長崎県長崎市脇岬町にあった公立小学校。
2010年（平成22年）3月に、野母崎地区4校の統廃合で閉校した。

## 概要
教育目標
「切磋琢磨の精神を継承し、人間尊重の精神を基調として、21世紀の生涯学習社会で「生きる力」として、確かな学力と豊かな心、健やかな体をもつ知・徳・体の調和のとれた脇岬小の子どもを育てる。」
校章
八稜鏡を背景に、中央に「脇岬」の文字（縦文字）を置いている。
校歌
作詞は島内八郎、作曲は山口健作による。3番まであり、各番の最後に校名の「脇岬」が登場する。

## 沿革
- 1874年（明治7年） - 1872年（明治5年）の学制公布に伴い、西彼杵郡脇岬村に「初等脇岬小学校」が創立。
  - その後、「脇岬尋常小学校」・「脇岬尋常高等小学校」の改称を経る。
- 1941年（昭和16年）4月1日 - 国民学校令に伴い、「脇岬村国民学校」と改称。
- 1947年（昭和22年）4月1日 - 学制改革に伴い、「脇岬村立脇岬小学校」と改称。脇岬村立脇岬中学校[2]を併設。
- 1955年（昭和30年）4月1日 - 4村（高浜村・野母村・脇岬村・樺島村）合併に伴い、「野母崎町立脇岬小学校」と改称。
- 2005年（平成17年）1月4日 - 長崎市への編入に伴い、「長崎市立脇岬小学校」（最終名）と改称。
- 2010年（平成22年）
  - 3月31日 - 野母崎地区4小学校の統廃合に伴い、閉校。136年の歴史に幕を閉じる。
  - 4月1日 - 脇岬小学校、野母小学校、高浜小学校、樺島小学校の4校が統合し、「長崎市立野母崎小学校」が開校（校地は旧野母小学校を使用）。

## アクセス
最寄りのバス停
長崎バス「脇岬」バス停
最寄りの道路
国道499号、長崎県道34号野母崎宿線

## 周辺
- 脇岬海水浴場
- 脇岬郵便局
- 脇岬港
- 観音寺
- 弁天山

## 関連事項
- 長崎県小学校の廃校一覧